# Distichodus rostratus
Distichodus rostratus är en fiskart som beskrevs av Günther, 1864. Distichodus rostratus ingår i släktet Distichodus och familjen Distichodontidae. Inga underarter finns listade i Catalogue of Life.
Denna fisk har flera från varandra skilda populationer i västra och centrala Afrika från Senegal och södra Mauretanien till västra Etiopien och västra Uganda. Vid Nilen i södra Egypten är arten utdöd. Fisken vistas i vattendrag och våtmarker. Den äter främst rötter från växter av vattenhyacintssläktet och andra vattenväxter.
Beståndet hotas i viss mån av landskapsförändringar och främmande vattenväxter. IUCN kategoriserar arten globalt som livskraftig.